# Expédition britannique à l'Everest de 1922

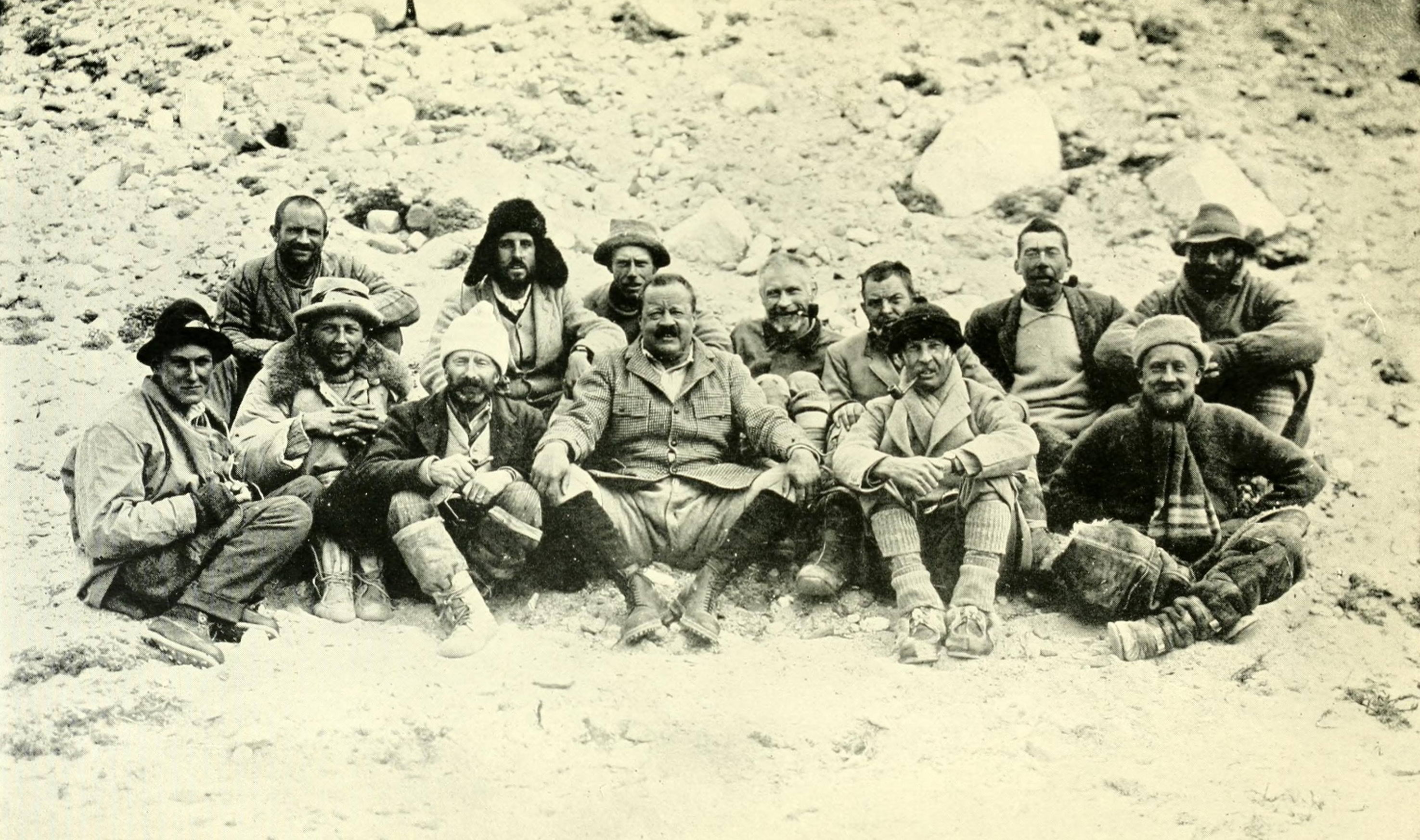
Les membres de l'expédition au camp de base.
Premier rang : Mallory, Finch, Longstaff, General C Bruce, Strutt, Crawford
Deuxième rang : Morshead, G. Bruce, Noel, Wakefield, Somervell, Morris, Norton.

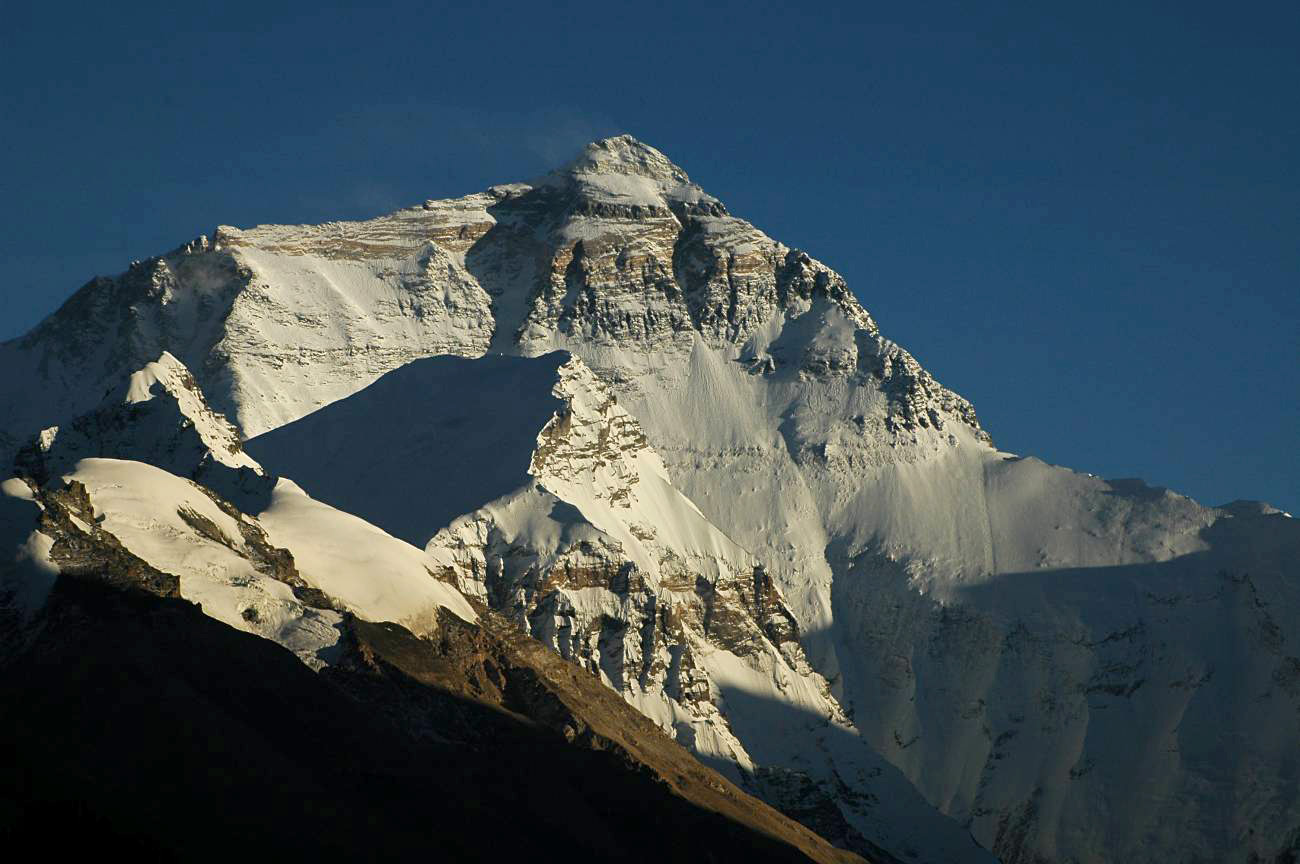
Face nord de l'Everest.

L’expédition britannique à l'Everest de 1922 est la première expédition d'alpinisme britannique dont l'objectif est d'effectuer la première ascension de l'Everest. Il s'agit de la première tentative d'utiliser des bouteilles d'oxygène. L'expédition tente de gravir l'Everest par sa face nord, côté tibétain. À l'époque, l'ascension de l'Everest ne pouvait être tentée au sud, par le versant népalais, le pays étant fermé aux Occidentaux.
En 1921, l'expédition de reconnaissance (en) avait exploré les environs au nord et à l'est de l'Everest. À la recherche d'une voie d'accès facile, George Mallory, qui participera également à l'expédition de 1924, avait découvert un itinéraire qui, selon lui, permettrait d'atteindre le sommet.
Après deux tentatives d'ascension infructueuses, l'expédition s'achève sur une troisième tentative au cours de laquelle sept porteurs décèdent à la suite d'une avalanche provoquée par un groupe. Non seulement l'expédition n'a pas réussi à atteindre le sommet, mais elle a également enregistré les premiers morts lors d'une escalade de l'Everest. Elle permet néanmoins d'établir un nouveau record d'altitude, 8 326 m étant atteints lors de la deuxième tentative, qui sera par la suite battu lors de l'expédition de 1924.
Elle est menée par Charles Granville Bruce avec pour chef-adjoint Tom George Longstaff. Parmi les membres de cette expédition figurent Henry Treise Morshead, George Mallory, Edward Felix Norton et Howard Somervell.

## Préparatifs

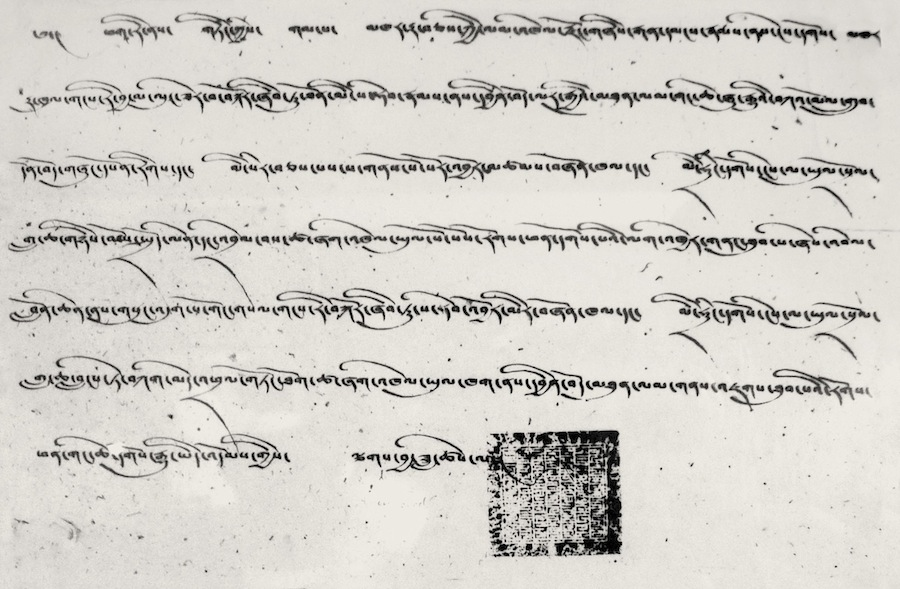
Passeport délivré pour la première expédition à Everest, 1921. Musée de l'Himalayan Mountaineering Institute, à Darjeeling.

La tentative d'ascension était – parmi d'autres objectifs – une expression de la pensée pionnière qui était courante dans l'Empire britannique. Les Britanniques n'ayant pas réussi à atteindre en premier le pôle Nord ni le pôle Sud, ils organisent des expéditions pour vaincre le soi-disant « troisième pôle » – le mont Everest.
Cecil Rawling (en) avait prévu trois expéditions en 1915 et 1916 mais elles ne voient pas le jour en raison du déclenchement de la Première Guerre mondiale et de sa mort en 1917. Les expéditions des années 1920 sont planifiées et gérées par Royal Geographical Society et l'Alpine Club britannique grâce à la mise en place du Mount Everest Committee.
L'expédition de reconnaissance de 1921 permet la création de cartes précises, condition préalable à l'expédition de 1922. John Noel assume le rôle de photographe officiel de l'expédition. Il emporte avec lui trois caméras argentiques, deux caméras panoramiques, quatre appareils plans-films, un appareil stéréoscopique et cinq soi-disant « Kodak de poche ».
Ces dernières étaient de petites caméras, légère et de taille réduite, pouvant être portées par les alpinistes à altitudes importantes. Elles devaient permettre aux grimpeurs de documenter un possible succès au sommet. De plus, il dispose d'une « tente noire » prévue spécialement pour les travaux photographiques. Grâce aux efforts de Noel, de nombreuses photographies et un film ont raconté l'expédition.
L'expédition de 1921 avait permis de déterminer que la période avril-mai était la plus propice pour tenter une ascension, avant le passage de la mousson. Les expéditions de 1922 et de 1924 sont planifiées en fonction de cet aspect.

## Recours à l'oxygène en bouteille
L'année de 1922 est marquée par l'apparition du débat autour de « moyens équitables » (en anglais : by fair means) et de la controverse sur l'utilisation d'oxygène en bouteille par des alpinistes dans la « zone de la mort ». Alexander Mitchell Kellas est l'un des tout premiers scientifiques à avoir souligné l'utilisation possible de l'oxygène en bouteille pour atteindre des altitudes importantes. À cette époque-là, les systèmes disponibles (dérivés des systèmes de sauvetage miniers) étaient à son avis trop lourds pour être utilisés en montagne. Kellas faisait partie de l'expédition de reconnaissance de 1921 mais il meurt lors du voyage vers l'Everest. Cette expédition avait emporté de l'oxygène en bouteille, mais il n'est pas utilisé. Les idées innovantes et le travail scientifique de Kellas sont peu suivis. Une attention  plus grande est prêtée au réservoir sous pression du professeur Georges Dreyer, qui avait étudié les problèmes auxquels la Royal Air Force avait été confrontée à haute altitude pendant la Première Guerre mondiale. Selon les expériences — qu'il réalise en partie avec George Ingle Finch — la survie à haute altitude ne pouvait être possible qu'avec l'apport d'oxygène supplémentaire.
À la suite de ce travail scientifique, l'expédition de 1922 prévoit d'utiliser de l'oxygène en bouteille. Une bouteille contient environ 240 litres d'oxygène. Selon le dispositif prévu, quatre bouteilles sont fixées sur un cadre de transport qui doit être porté par l'alpiniste. Ces éléments représentent un poids supplémentaire d'environ 14,5 kg, chaque alpiniste ayant donc à supporter une charge très importante, au début d'une journée d'escalade. Dix de ces systèmes sont ajoutés au matériel de l'expédition. Dreyer propose de moduler le flux d'oxygène : à 7 000 m les alpinistes recevraient un débit de 2 litres d'oxygène par minute, qui serait porté à 2,4 litres par minute en se rapprochant du sommet. À ce débit, une bouteille dure deux heures. Ainsi, tout l'oxygène serait épuisé après un maximum de 8 heures de montée. De nos jours, les bouteilles de 3 ou 4 litres sont remplies d'oxygène à une pression de 250 bar. À un débit de 2 litres par minute, une bouteille moderne peut être utilisée pendant environ six heures.
George Ingle Finch est responsable de cet équipement pendant l'expédition, en raison de sa formation de chimiste et à sa connaissance de cette technique. Il ordonne une formation quotidienne pour que les grimpeurs s'habituent à l'utilisation de cet équipement. Les appareils sont très souvent défectueux, de faible robustesse et très lourds avec une faible teneur en oxygène. Les alpinistes britanniques sont mécontents d'avoir à utiliser ces bouteilles ; certains manifestent l'intention de grimper sans les utiliser,.
Les porteurs tibétains et népalais surnomment ces bouteilles d'oxygène, l'« air anglais ».

## Participants à l'expédition
Les participants à l'expédition sont sélectionnés non seulement pour leur compétence en alpinisme, mais également par rapport à leurs antécédents familiaux, ainsi que leurs expériences et grades militaires,.
| Nom                                         | Fonction                             | Profession                                          |
| ------------------------------------------- | ------------------------------------ | --------------------------------------------------- |
| Charles G. Bruce                            | Chef de l'expédition                 | Militaire (Général de brigade)                      |
| Edward Lisle Strutt                         | Sous-chef de l'expédition, alpiniste | Militaire (Lieutenant Colonel)                      |
| George Mallory                              | Alpiniste                            | Enseignant                                          |
| George Ingle Finch                          | Alpiniste                            | Chimiste (Imperial College London)                  |
| Edward « Teddy » F. Norton                  | Alpiniste                            | Militaire (Major)                                   |
| Henry T. Morshead                           | Alpiniste                            | Militaire (Major)                                   |
| Dr Howard Somervell                         | Alpiniste                            | Médecin                                             |
| Dr Arthur Wakefield                         | Alpiniste                            | Médecin                                             |
| John Noel                                   | Photographe et caméraman             | Militaire (Captain)                                 |
| Dr Tom G. Longstaff                         | Médecin de l'expédition              | Médecin                                             |
| Geoffrey Bruce (cousin de Charles G. Bruce) | Traducteur et intendant              | Militaire (Captain)                                 |
| C. John Morris                              | Traducteur et intendant              | Militaire (Captain)                                 |
| Colin G. Crawford                           | Traducteur et intendant              | Officier du gouvernement colonial civil britannique |

Les alpinistes sont accompagnés d'un grand nombre de porteurs tibétains et népalais, de sorte que l'expédition compte au total quelque 160 hommes.

## Approche de l'Everest

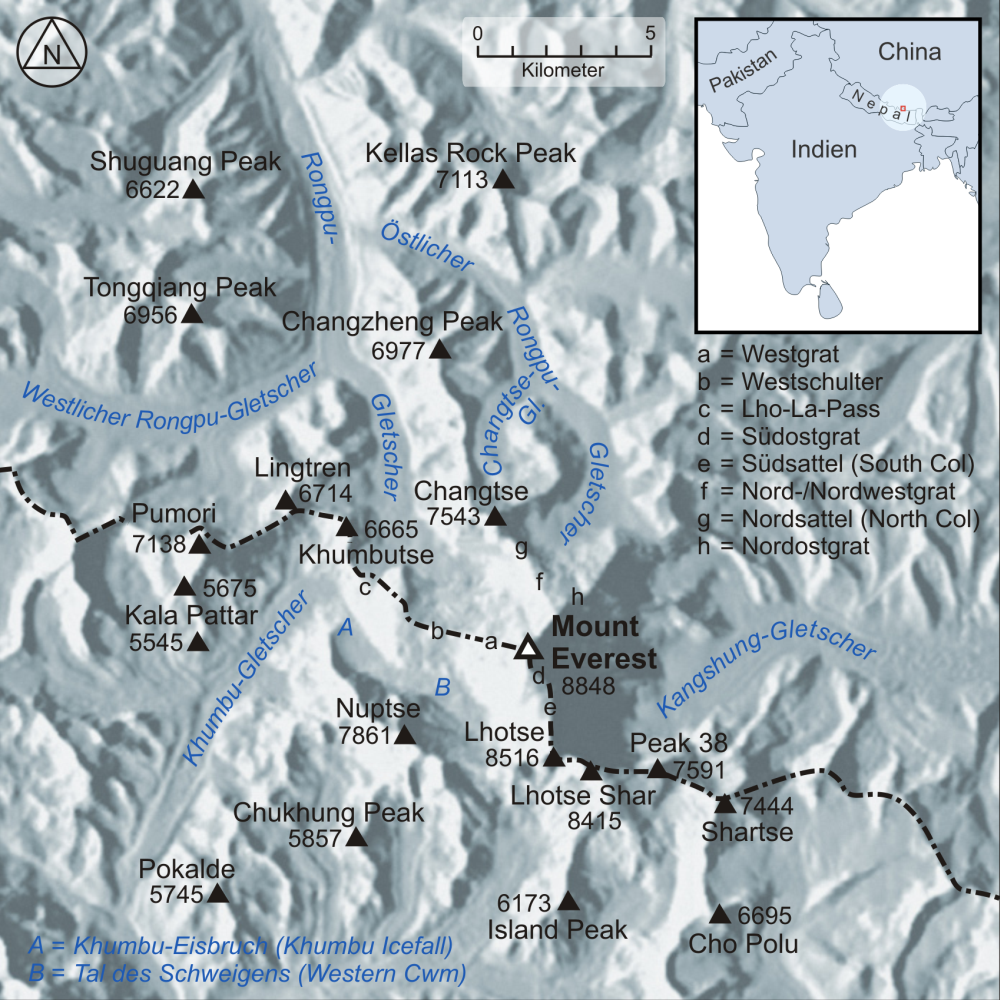
Carte de la région de l'Everest

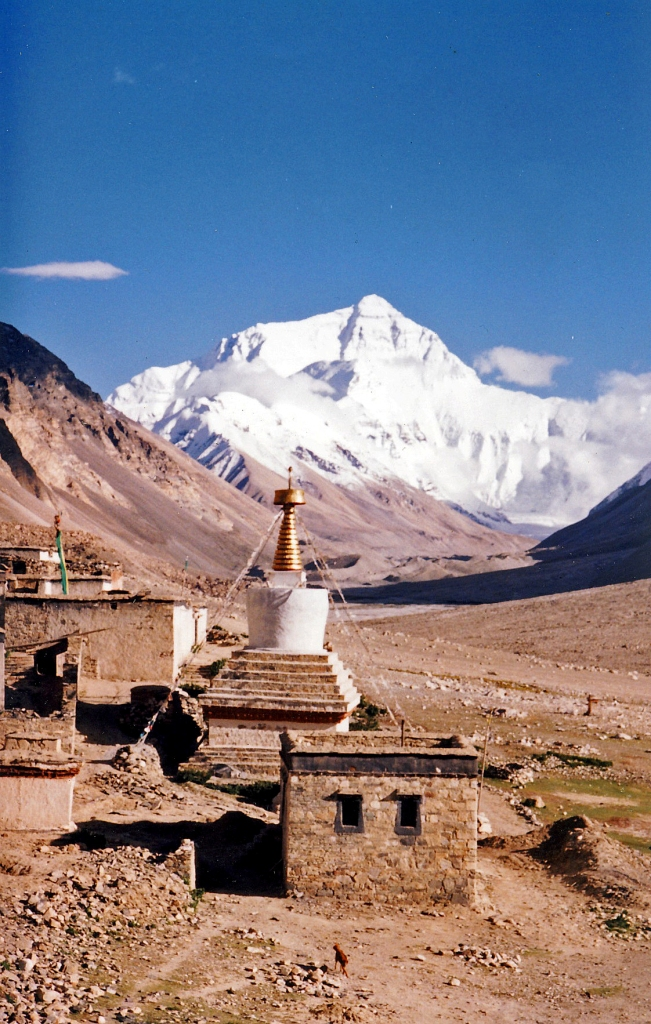
Monastère de Rongbuk, avec l'Everest à l'arrière plan.

Le voyage vers le camp de base suit en grande partie l'itinéraire utilisé en 1921. Les membres de l'expédition se rassemblent à Darjeeling (Inde britannique) à la fin mars 1922. Certains participants étaient arrivés un mois plus tôt pour organiser et recruter des porteurs. L'expédition débute le 26 mars pour la plupart des participants. Crawford et Finch restent quelques jours de plus pour organiser le transport des systèmes d'oxygène. Ces éléments étant arrivés avec du retard à Calcutta, ils ne sont pas encore parvenus à Darjeeling lorsque les Britanniques se mettent en route. Le retard est finalement rattrapé et le transport des bouteilles se poursuit sans incident.
Pour le voyage à travers le Tibet, les Britanniques obtiennent un permis de voyage du Dalai Lama. De Darjeeling, l'itinéraire passe par à Kalimpong où ils visitent St Andrew's Colonial Home. Ils y sont accueillis par son fondateur John Anderson Graham et par le maître d'école et écrivain Aeneas Francon Williams. Ils prennent quelques jours de repos sur place avant de reprendre la route en direction de Phari Dzong puis de Kampa Dzong qu'ils atteignent le 11 avril. Le groupe se repose pendant trois jours afin que Finch et Crawford puissent rattraper l'équipe avec les bouteilles d'oxygène. Puis, ils se rendent à Shelkar Dzong, avant de rejoindre le monastère de Rongbuk au nord et à l'endroit où ils voulaient ériger le camp de base. Pour favoriser le processus d'acclimatation, les participants alternent entre la marche et le déplacement à dos de cheval. Le 1er mai, ils atteignent la base du glacier Rongbuk, l'emplacement du camp de base.

## Itinéraire d'ascension envisagé
Pour les expéditions britanniques antérieures à la Seconde Guerre mondiale, l'Everest ne pouvait être gravi que depuis le nord du Tibet, car le côté sud du Népal était fermé aux étrangers occidentaux à l'époque. Mallory avait découvert un itinéraire « empruntable » en 1921 depuis le Lhakpa La jusqu'à la face nord de la montagne et ensuite vers le sommet. Cet itinéraire commence au glacier Rongbuk, puis mène à travers la vallée accidentée de l'est du glacier Rongbuk puis aux pentes glacées du versant oriental du col Nord. De là, les crêtes exposées Nord et Nord-Est permettent un accès en direction de la pyramide sommitale. Un important obstacle, à l'époque encore inconnu, était le « deuxième ressaut (en) » à 8 605 m, l'une des trois ruptures de pente dans la partie supérieures de la crête Nord-Est. Ce ressaut mesure environ 30 m avec une pente de 70 degrés et un mur final vertical de près de sept mètres. De là, la voie des crêtes mène au sommet, par des pentes longues mais douces. La première ascension officielle réussie sur cette voie est celle de l'expédition chinoise de 1960. Alternativement, les Britanniques envisagent un itinéraire via la face Nord de la montagne en remontant ensuite par ce qui sera par la suite surnommé le couloir Norton (en) jusqu'au troisième ressaut et ensuite vers le sommet. Cette voie sera empruntée par Reinhold Messner lors de son ascension en solitaire en 1980.

## Tentatives d'assaut au sommet
- Voie empruntée par l'expédition de 1922

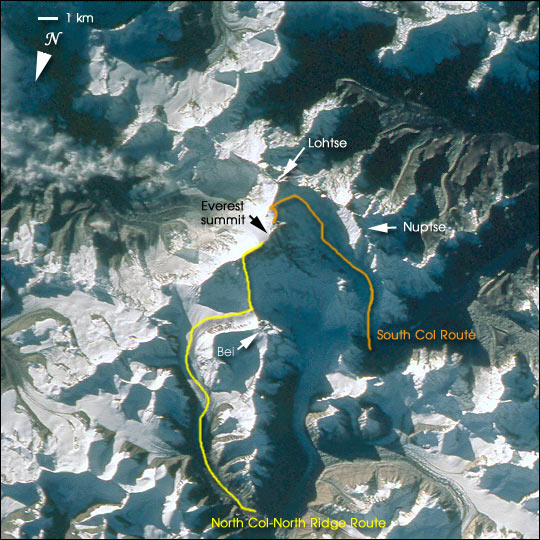
Voie empruntée par l'expédition de 1922

La zone du camp de base dans la vallée du Rongbuk ainsi que la partie supérieure du glacier du Rongbuk sont connus depuis l'expédition de reconnaissance de 1921 mais personne n'a encore longé la vallée orientale du glacier du Rongbuk. Le 5 mai, Strutt, Longstaff, Morshead et Norton entament une première reconnaissance intensive de cette vallée. Le camp de base avancé (Advanced Base Camp, ABC) est établi à l'extrémité supérieure du glacier sous les pentes glacées du col Nord à 6 400 m. Entre le camp de base et le camp de base avancé, ils érigent deux camps intermédiaires : le camp I à 5 400 m et le camp II à 6 000 m. Les Britanniques sont assistés dans la mise en place et l'alimentation de ces camps par des agriculteurs locaux, mais ces derniers doivent rapidement regagner leurs fermes pour y travailler. Longstaff, épuisé par la gestion de l'organisation et du transport de matériel, tombe malade et ne pourra plus prendre part aux activités d'alpinisme pendant le reste de l'expédition.
Le 10 mai, Mallory et Somervell quittent le camp de base pour ériger le camp IV sur le col Nord. Ils regagnent le camp II seulement deux heures et demie plus tard. Le 11 mai, ils commencent à escalader le col Nord. Le camp IV est à une altitude de 7 000 m, il est ravitaillé en nourriture. Le plan britannique initial consistait à effectuer une première tentative conduite par Mallory et Somervell sans oxygène supplémentaire, suivie d'une deuxième tentative par Finch et Norton avec des bouteilles d'oxygène. Cependant, ce plan doit être abandonné car la majorité des grimpeurs tombent malades. Il est donc décidé que les grimpeurs en (plus ou moins) bonne santé tenteraient l'assaut ensemble. Il s'agit de Mallory, Somervell, Norton et Morshead.

### Première tentative, sans oxygène
La première tentative est entreprise par Mallory, Somervell, Norton et Morshead sans oxygène, elle est soutenue par neuf porteurs. Ils quittent le camp III le 19 mai. Ils atteignent le col Nord à 8 h 45. La journée est belle et ensoleillée selon Mallory. Vers 13 h, les tentes sont installées. Le lendemain, les grimpeurs ont l'intention de ne transporter que le minimum de matériel : deux des plus petites tentes, deux sacs de couchage doubles, de la nourriture pendant 36 heures, un système de cuisson au gaz et deux bouteilles thermos pour les boissons. Les porteurs sont avec trois personnes par tente et ils sont en bonne santé à ce moment-là.
Le lendemain, 20 mai, Mallory se réveille vers 5 h 30 du matin et invite le groupe à commencer la journée. Les porteurs ont mal dormi la nuit précédente, car les tentes ne laissent entrer qu'un flux d'air insuffisant et certains commencent à souffrir d'hypoxie. Seuls cinq d'entre eux ont l'intention de monter plus haut sur la montagne. Les Britanniques rencontrent également des problèmes dans la préparation de la nourriture, ils commencent l'ascension vers 7 h du matin. Cependant, le temps empire pendant la nuit et la température chute de façon spectaculaire. Au-dessus du col Nord, ils se retrouvent en territoire inconnu. Jamais auparavant aucun alpiniste n'avait grimpé si haut sur l'Everest. Les porteurs n'ont pas de vêtements chauds et frissonnent excessivement. Les efforts requis pour découper des marches dans la pente glacée étant importants, les Britanniques abandonnent leur plan d'ériger un camp à 8 200 m. Ils s'arrêtent à 7 600 m et installent un petit camp qu'ils surnomment camp V. Somervell et Morshead peuvent ériger leur tente sur un terrain plat, mais Mallory et Norton doivent l'installer sur une pente inconfortable à environ 50 mètres. Les porteurs sont renvoyés plus bas sur la montagne.
Le 21 mai, les quatre alpinistes sortent de leurs sacs de couchage vers 6 h 30 du matin et sont prêts à partir vers 8 h. Pendant la préparation, un sac à dos avec de la nourriture tombe dans la pente. Morshead, qui lutte alors contre le froid, parvient à la récupérer mais il est tellement épuisé par cette action qu'il ne peut aller plus haut. Mallory, Somervell et Norton poursuivent l'ascension le long de l'arête Nord, plus haut en direction de l'arête Nord-Est. Les circonstances ne sont pas idéales car une légère chute de neige commence à recouvrir la montagne. Selon Mallory, les pentes neigeuses ne sont pas difficiles à gravir. Peu après 14 h, les alpinistes décident de faire demi-tour. Ils se trouvent alors à 150 m sous l'arête, à une altitude de 8 225 m, ce qui représente alors un nouveau record d'altitude. Vers 16 h, ils rejoignent Morshead au camp V en échappant de peu à un accident. Somervell et Norton commencent à glisser, Mallory parvient à les retenir avec sa corde et son piolet. Les trois hommes atteignent le camp V dans l'obscurité après avoir traversé de dangereuses crevasses situées au-dessus du camp. Le 22 mai, ils commencent à descendre du col Nord à 6 h 0 du matin.

### Deuxième tentative, avec oxygène
| En vert       | Voie normale, itinéraire emprunté en 1922, camps hauts vers. 7700 et 8 300 m, aujourd'hui, le camp à 8 300 m est légèrement plus à l'ouest (marqué par 2 triangles) |
| En rouge      | Grand couloir ou couloir |
| En bleu foncé | Couloir Hornbein |
| ?             | Deuxième ressaut à 8 605 m, env. 30 m, classe 5–9 |
| a)            | Point atteint par George Finch, avec oxygène, vers 8 325 m |

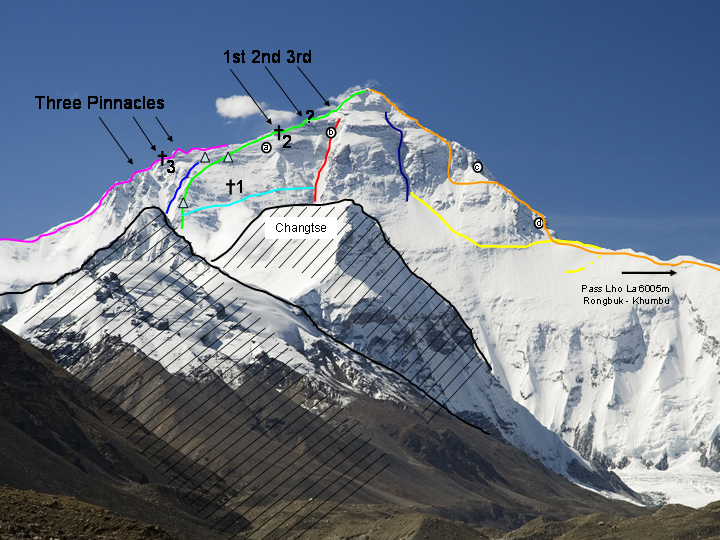
Face nord de l'Everest, différentes voies et points d'intérêt

La deuxième tentative est effectuée par George Ingle Finch, Geoffrey Bruce et l'officier Gurkha Tejbir avec l'apport d'oxygène supplémentaire. Finch ayant retrouvé la santé, il constate qu'aucun alpiniste n'est disponible pour l'accompagner et cherche alors d'autres personnes suffisamment en forme pour grimper. Bruce et Tejbir semblent avoir la condition physique requise. Dans les jours qui précèdent, des bouteilles d'oxygène sont transportées vers le camp III, suffisamment pour gravir les pentes supérieures. Les trois hommes atteignent le camp III le 20 mai, vérifient l'état des bouteilles et le trouvent satisfaisant.
Le 24 mai, ils montent au col Nord avec Noel. Le lendemain matin, à 8 h 0, Finch, Bruce et Tejbir débutent l'ascension via l'arête Nord et l'arête Nord-Est. Le vent extrême rajoute une difficulté majeure pendant toute la montée. Douze porteurs transportent les bouteilles et les autres équipements. En réitérant cela, il devient évident que l'utilisation de l'oxygène est d'une grande aide. Les trois alpinistes peuvent grimper beaucoup plus vite que les porteurs malgré leurs charges plus lourdes. Le vent devenant intense, ils dressent le camp à 7 460 m. Le 26 mai la météo empire et les trois hommes doivent rester dans leurs tentes.
Ils reprennent l'ascension le 27 mai. À ce stade, la nourriture est presque épuisée car une ascension aussi longue n'a pas été envisagée. Néanmoins, ils se mettent en marche à 6 h 30 du matin sous le soleil brillant, mais l'escalade est ralentie par un vent en constante augmentation. Tejbir, qui n'a pas de vêtements appropriés contre le vent, progresse moins vite et doit s'arrêter à 7 925 m. Finch et Bruce lui disent de rentrer au camp et continuent l'ascension par l'arête Nord-Est, désormais plus reliés par une corde. À 7 950 m, Finch modifie l'itinéraire en raison des vents violents et ils arrivent sur la face Nord en direction du couloir raide nommé plus tard couloir Norton. S'ils continuent à progresser horizontalement, ils ne gagnent plus d'altitude. À 8 326 m, Bruce a un problème avec son système d'approvisionnement en oxygène. Finch constate que Bruce est épuisé et les deux hommes font donc demi-tour. Au cours de cette montée, le record d'altitude est de nouveau battu. À 16 h, ils retrouvent le camp sur le col Nord et, 1 h 30 plus tard, ils sont de retour au camp III sur le glacier du Rongbuk.

### Troisième tentative:7 morts
De l'avis de Longstaff, le médecin de l'expédition, une troisième tentative ne peut avoir lieu, tous les alpinistes étant épuisés ou malades. Cependant, Somervell et Wakefield décident que cette troisième tentative doit avoir lieu.
Le 3 juin, Mallory, Somervell, Finch, Wakefield et Crawford quittent le camp de base avec 14 porteurs. Finch doit renoncer à continuer au-delà du camp I. Les autres parviennent au camp III le 5 juin où ils se reposent une journée. Mallory est impressionné par la puissance de Finch qui, dans la deuxième tentative, avait grimpé beaucoup plus haut en direction du sommet et était également parvenu plus près du sommet en termes de distance horizontale. Mallory veut désormais, lui aussi, utiliser de l'oxygène supplémentaire.
Le 7 juin, Mallory, Somervell et Crawford conduisent les porteurs sur les pentes glacées du col Nord. Les 17 hommes sont répartis en quatre groupes, chacun étant encordé. Les Britanniques composent le premier groupe, ils tassent la neige pour favoriser la progression des porteurs. À mi-chemin, un pan de neige se détache. Mallory, Somervell et Crawford sont en partie ensevelis mais ils arrivent à se dégager. Le groupe derrière eux est touché par une avalanche de 30 m de neige lourde, et les neuf autres porteurs (répartis en deux groupes) tombent dans une crevasse et sont recouverts sous d'énormes quantités de neige. Deux porteurs sont secourus, six autres porteurs décèdent et un septième porteur est porté disparu. Cet accident signifie la fin de l'expédition.
Mallory commet une erreur en essayant de monter directement sur les pentes du glacier, au lieu d'emprunter des pentes moindres avec une progression en lacets. Cette erreur est à l'origine du déclenchement de l'avalanche.
Le 2 août, les Britanniques sont de retour à Darjeeling.

## Développements ultérieurs
Après leur retour en Angleterre et la cession du monopole du récit de leur expédition au Times, Mallory et Finch font le tour du pays pour faire des présentations sur l'expédition. Cette tournée a deux objectifs. Tout d'abord, informer le public sur le déroulement de l'expédition et ses résultats. Deuxièmement, rassembler des fonds pour financer une autre expédition. Mallory effectue un voyage de trois mois aux États-Unis. Au cours de ce voyage, il est interrogé sur les raisons qui le poussaient à vouloir gravir l'Everest. Mallory répond par ces mots, devenus célèbres : « Parce qu'il est là » (en anglais : Because it's there). L'expédition à l'Everest prévue en 1923 est retardée pour des raisons financières et faute de temps pour l'organiser.
Le film tourné par Noel au cours de cette expédition est diffusé. Climbing Mount Everest reste à l'affiche pendant dix semaines au Philharmonic Hall de Liverpool.
Les membres britanniques de l'expédition reçoivent la médaille olympique d'alpinisme aux Jeux olympiques d'été de 1924 organisés à Paris. À chacun des 13 participants Pierre de Coubertin remet une médaille en argent recouverte d'or.